# Дзагато
Дзагато (на италиански: Zagato) е италианско дизайнерско студио, произвеждащо каросерии за автомобили от Милано.
Фирмата е основана през 1919 г. от Удо Дзагато, който решава да използва техниките от самолетостроенето в автомобилостроенето. Автомобилите на студиото се отличават с дизайн, изпреварил времето си, ниско тегло и отлична аеродинамичност. Алфа Ромео, Фиат и Ланча бързо осъзнават предимствата на екстравагантния обтекаем дизайн и заедно с дизайнерското бюро създават едни от най-успешните състезателни автомобили в историята като например 6С 1500, 6С 1750 GS и 8С 2300. Освен състезателни автомобили Дзагато създава и лимитирани серии модели от клас GT за компании като гореспоменатите, Мазерати, Абарт, Ферари и Астон Мартин, както и прототипи и единични бройки за производители като Форд, Ягуар, MG, Роувър, Волво и Бристъл или по желание на богати клиенти.

## Модели[2]

### 1921 – 1930
- 1920: Различни модели на Фиат и Итала
- 1921: Алфа Ромео G1
- 1922: Фиат 501, различни модели на Диато, Бианки и ОМ
- 1924: Различни модели на Алфа Ромео
- 1925: Алфа Ромео RM Спорт, Итала 61 купе, Ланча Ламбда
- 1926: Алфа Ромео 6С 1500, Алфа Ромео RL SS Торпедо
- 1927: Алфа Ромео RL SS Гран Премио, Фиат 520, различни модели на ОМ
- 1928: Алфа Ромео 6С 1500 SS, Ролс-Ройс
- 1929: Алфа Ромео 6С 1750 GS
- 1930: Алфа Ромео 6С 1750 GS Теста Фиса

### 1931 – 1940
- 1931: Алфа Ромео 6С 1750 Спайдър Загато, Алфа Ромео 8С 2300 Льо Ман, Алфа Ромео 8С 2300 Спайдър корто
- 1932: Алфа Ромео 8С 2300 Торпедо лунго
- 1933: Алфа Ромео 8С 2300 Спайдър Монца, Алфа Ромео 6С 1750 купе Загато
- 1934: Алфа Ромео 2300 GT Металика
- 1935: Различни модели на Изота-Фраскини
- 1936: Алфа Ромео 6С 2300 Пескара
- 1937: Алфа Ромео 8С 2900В Спайдър каренато
- 1938: Фиат 1500 Спайдър ММ, Фиат 500 Сиата, Ланча Априля Спорт ММ, Ланча Априля Спорт Аеродинамика
- 1939 – 1945: Кабини за камиони на Изота-Фраскини

### 1941 – 1950
- 1947: Джусти Дрин Дрин, Джусти Маринела Тестадоро, Фиат 500 В Панорамика, Фиат 500 Спорт, Фиат 750 Скансина, Фиат 750 Панорамика, Фиат 750 Силуро, Фиат 1100 Панорамика, Изота-Фраскини 8С Монтероса
- 1948: Фиат 500 Аерлукс, Фиат 750 Тестадоро, Даниела Тестадоро 750 S, Фиат 1400 Панорамика, MG 1500 Панорамика, Ферари 166 S, Алфа Ромео 6С 2500В Панорамика
- 1949: Ланча Ардеа Панорамика, Мазерати А6 1500 Z Панорамика, Ферари Спорт 2000 Панорамика
- 1950: Фиат 500 С Панорамика, Фиат 1100 EZ, Фиат 1100

### 1951 – 1960
- 1951: Фиат 750 GT MM, Фиат 8V Елабората Загато, Алфа Ромео 159 Ф1
- 1952: Фиат 500 CZ, DB Панхард 750, Фиат 8VZ, Алфа Ромео 1900 SSZ спайдър, Ферари 166 Елаборационе
- 1953: Фиат 1100/103 Z, Фиат 8VZ Спайдър, O.S.C.A. 4500 Биондети, Алфа Ромео 1900 SSZ купе
- 1954: Морети 750 Z Биалберо, Мазерати А6G Z спайдър
- 1955: Фиат 600 TS, Фиат 600 ММ, Ланча Аурелия В20 GTZ, Мазерати А6GZ 2000 купе, Бандини GT
- 1956: Фиат Абарт 500 Z, Фиат Абарт 750 Z, Сиата 1250 GTZ, Рено Дофин Спорт, Ланча Апия GT, Порше Спайдър 1500 Z, Ферари 250 GT I, АС Ейс Загато (единична бройка)
- 1957: Фиат Абарт 750 Сестриере, Фиат Абарт 750 спайдър, Фиат Абарт 850, Ланча Апия GTE, Ферари 250 GT II, Ягуар ХК140 Z, Мазерати 450S „Чудовището“ (единична бройка), Мазерати 450S Спайдър, Мазерати 3500 GTZ (прототип)
- 1958: Фиат 1500, Ланча Фламиниа Спорт 2,5, Ферари 250 GT III, Алфа Ромео Джулиета SVZ, Бристъл 2000 Силвър Сити, Ягуар ХК150 Z
- 1959: Фиат Абарт 750 Z биалберо, Фиат Абарт Прототипо Рекорд, Бристъл Гранд Туринг
- 1960: Фиат Абарт 1000 Z биалберо, Фиат 1500 II, Бристъл 406 Z, Бристъл 407 Z, Алфа Ромео Джулиета SZ, Астон Мартин DB4 GTZ, O.S.C.A. 1600 GTZ

### 1961 – 1970
- 1961: Ланча Апиа Спорт III, Алфа Ромео Джулиета SZ кода тронка, ВМС Мини Кат, Бристъл GT 5.2
- 1962: Ланча Фламиния Тубуларе, Ланча Фламиния Спорт 3С, Ланча Флавия Спорт 1.5, Алфа Ромео 2600 SZ
- 1963: Ланча Флавия Спорт 1.8, Алфа Ромео Джулия TZ
- 1964: Хилман Зимп, Фиат 850, Ланча Фламиния SS
- 1965: Ланча Фулвия Спорт 1.2 (с алуминиева каросерия), O.S.C.A. MV 1700 GTZ, Алфа Ромео Джулия TZ2, Алфа Ромео Гран Спорт Куатроруте
- 1966: Ламборгини GTZ 3500, Ланча Флавия Спорт 1.8i
- 1967: Фиат 125 GTZ, Ланча Фулвия Спорт 1.3, Ланча Флавия SS, Роувър 2000 TCZ, Шелби Загато
- 1968: Ланча Фулвия Спорт 1.3 S, Ланча Фулвия Спорт 1.3 VIP, Ланча Фулвия Спорт Корса, Ланча Фулвия Спорт 1600, Ланча Фулвия Спайдър, Алфа Ромео Джуниър Z 1300
- 1969: Ланча Фулвия Спорт Дайтона, Волво GTZ 2000, Роувър В 200, Фиат Занзара 500, Ланча Флавия SS
- 1970: Хонда Хондина Йънгстар, Кадилак Нарт (прототип), Волво GTZ 3000

### 1971 – 1980
- 1971: Ферари 3Z Спайдър (единична бройка за Луиджи Кинети)
- 1972: Фиат 132 Астер, Алфа Ромео Джуниър Z 1300
- 1974: Ферари 3000 кабриолет, Ланча Бета Компетиционе (прототип), Ланча Бета Спайдър (дизайн на Пининфарина, но произвеждан от Загато), Алфа Ромео Джуниър Z (със задно разположен двигател)
- 1975: Ланча Бета Спайдър II, Бристъл 412, Загато Z80 (прототип), Загато Зеле 1000 (мини електромобил)
- 1976: Ланча Бета Спайдър (с твърд покрив)
- 1978: Ланча Бета Спайдър (фейслифт), Аутобианки А112 Z, Загато Зеле Миланина (миниавтомобил), Алфа Ромео Алфета блиндата (брониран автомобил)[3]
- 1979: Ланча Бета Мартини
- 1980: Ланча Бета Спайдър MY 80, Бристъл Конвъртибъл SL

### 1981 – 1990
- 1981: Ланча Бета HFZ, Дзагато Шикан (прототип), Дзагато Дзеле Миниван (миниавтомобил)
- 1982: Алфа Ромео Спринт (със средно разположени двигател)
- 1983: Алфа Ромео Дзета 6 (прототип)
- 1984: Алфа Ромео Алфета брейк, Алфа Ромео Темпо Либеро 33, Мазерати Битурбо Спайдър
- 1985: Ланча Тема Плюс
- 1986: Астон Мартин V8 Вантидж Дзагато
- 1987: Астон Мартин V8 Воланте Дзагато
- 1988: Нисан Аутех Стелвио Дзагато
- 1989: Алфа Ромео ES30 (прототип), Лагонда Рапид (прототип)
- 1990: Алфа Ромео SZ

### 1991 – 2000
- 1991: Дзагато Гавия (на базата на Нисан Леопард), Ферари 348 ТВ Елаборационе, Ферари 348 Елаборационе 2
- 1992: Алфа Ромео RZ, Ланча Хиена (на базата на Ланча Делта Интеграле), Нисан 300 Бамбу, Нисан 300 Сета, Фиат 500 Z-ECO (прототип)
- 1993: Ферари FZ93 (прототип), F.I.V.E Формула Джуниър Елетросоларе, Алфа Ромео 155 TI.Z
- 1994: Фиат Пунто Мономиле (прототип), Мерцедес-Бенц 500 Шутинг Брейк (прототип), Ферари ES1 (прототип)
- 1995: Алфа Ромео 155 GTAZ, Сузуки Ескудо Дзагато (на базата на Сузуки Ескудо или Витара, както е брандиран автомобилът в Европа)
- 1996: Фиат Бравобис (прототип), Дзагато Раптор (или Ламборгини Раптор, прототип на базата на Ламборгини Диабло)
- 1998: Дзагато Зума (прототип), Тимор S2 (прототип)
- 1999: ИСО Исосити (миниавтомобил), Фиат ЕКОБЕЙСИК (прототип)

### 2001 – 2010
- 2001: Тойота VM180 Дзагато (прототип на базата на Тойота MR2)
- 2002: Астон Мартин DB7 Вантидж Дзагато (прототип)
- 2003: Астон Мартин DB7 Вантидж Дзагато, Астон Мартин DB AR1
- 2004: Астон Мартин Ванкуиш Роудстър Дзагато (прототип)
- 2005: Ланча Ипсилон Спорт (прототип)
- 2006: Ферари 575 GTZ (единична бройка на базата на Ферари 575М Маранело, направена да напомня на класическия модел Ферари 250, по поръчка на японски колекционер на марката), Тойота Хариър Дзагато
- 2007: Диато Отову Дзагато, Спайкър С12 Дзагато, Мазерати GS Дзагато купе (единична бройка на базата на Мазерати ГранСпорт Спайдър, на правена да напомня Мазерати А6GZ, по поръчка на италианския дизайнер Паоло Бофи)
- 2008: Бентли GTZ
- 2009: Дзагато Перана Z-One